# KamAZ-65224
Der KamAZ-65224 (russisch КамАЗ-65224) ist ein Lastwagen mit Allradantrieb aus der Produktion des KAMAZ-Werks in Nabereschnyje Tschelny. Er basiert auf dem Fahrgestell des KamAZ-6522 und wird seit 2005 in Serie gebaut.

## Fahrzeugbeschreibung

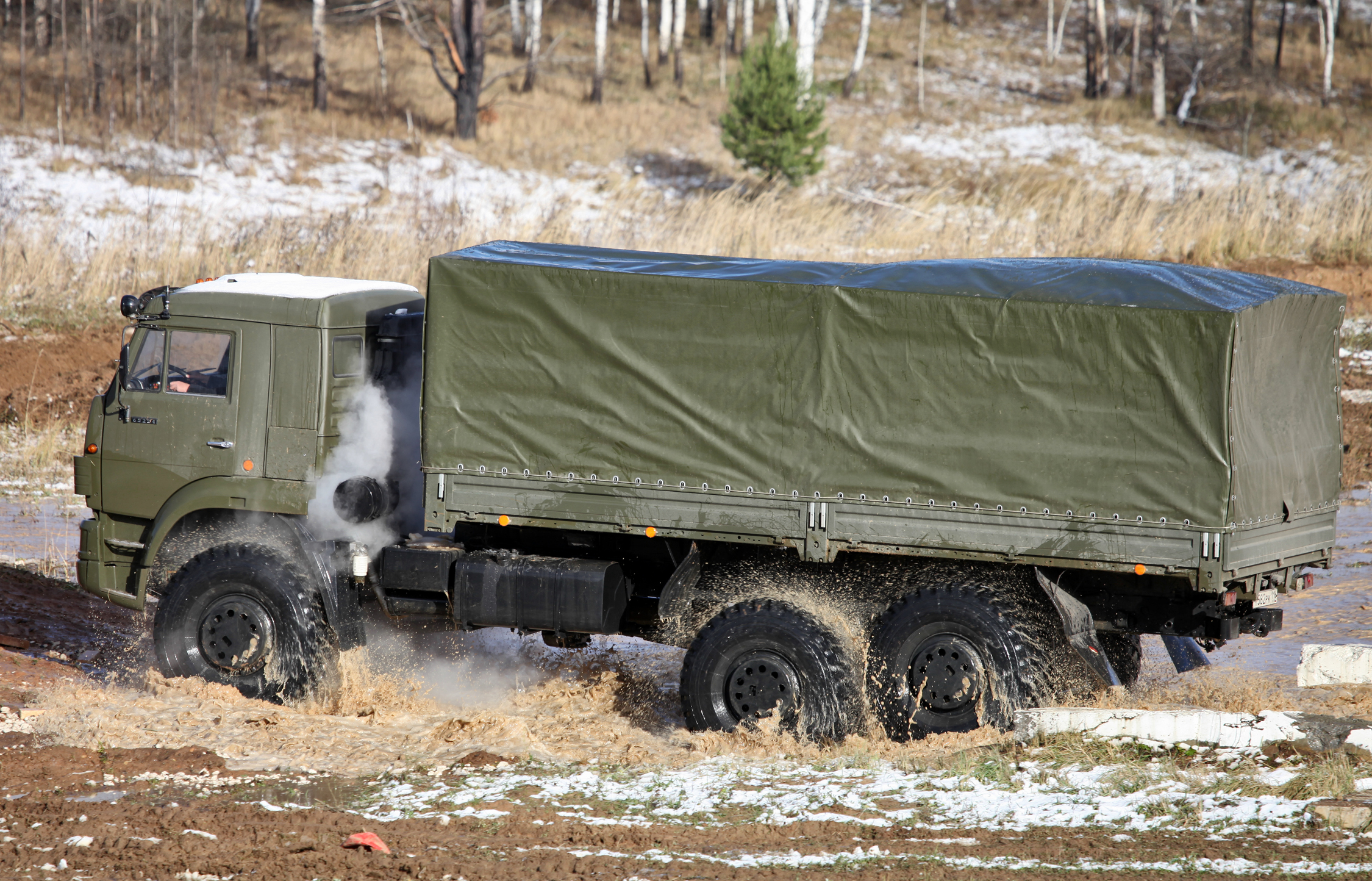
KamAZ-65224 im Gelände bei einer Messe (2012)

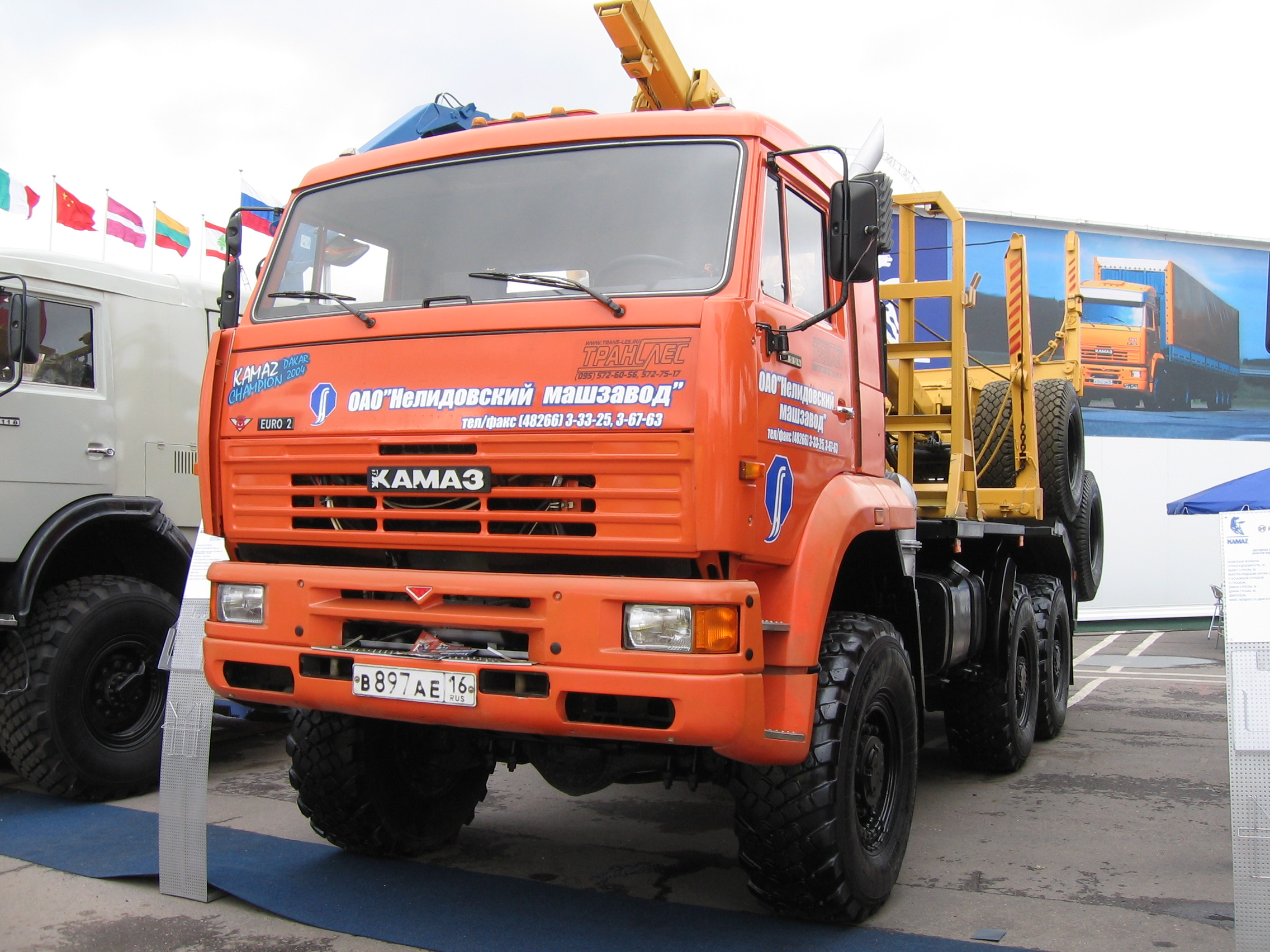
KamAZ-65224 für den zivilen Einsatz als Holztransporter (2006)

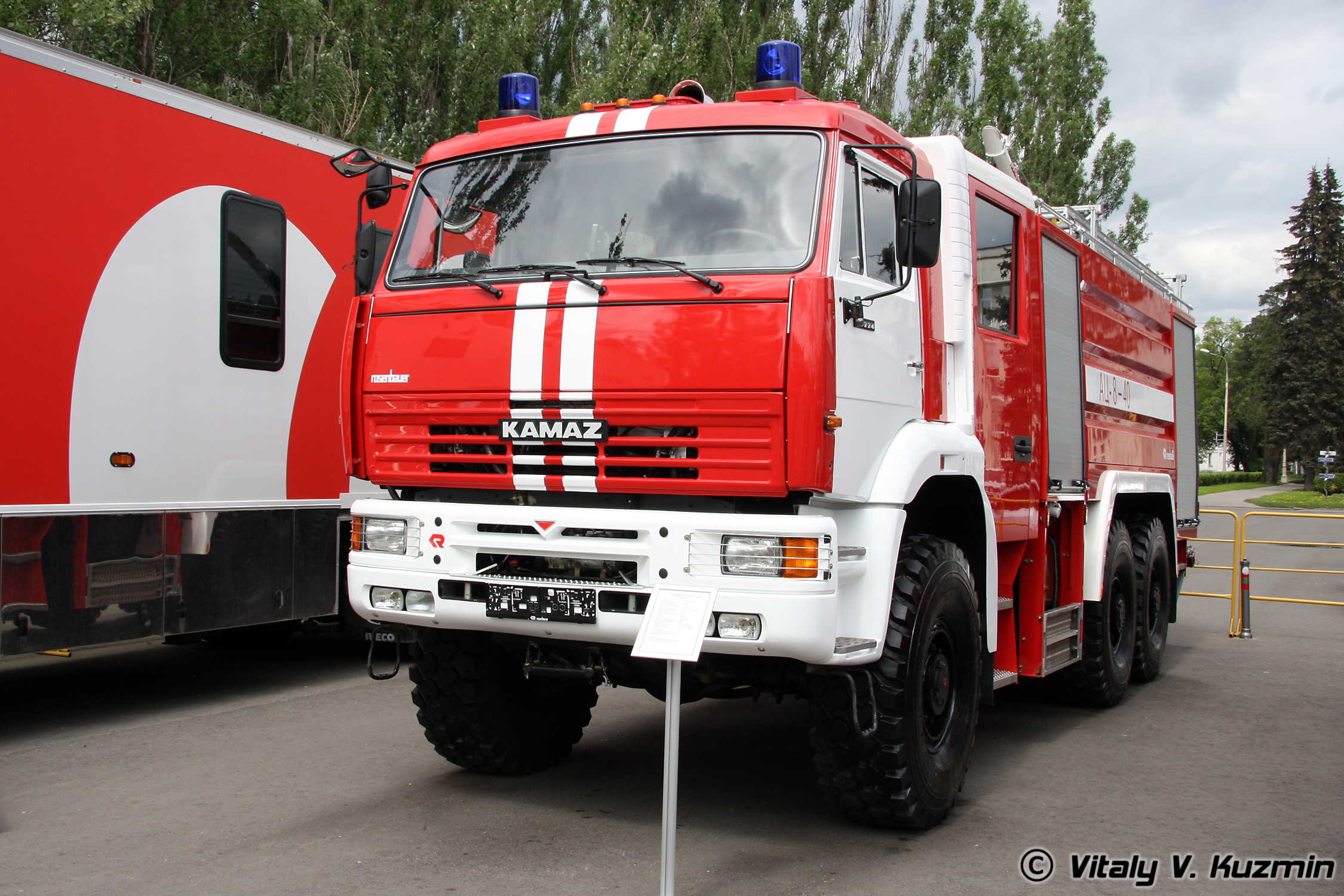
Feuerwehrfahrzeug AZ 8-40 auf Basis des KamAZ-65224 (2009)

Die Produktion des KamAZ-65224 begann etwas später als bei anderen Varianten der Fahrzeugfamilie im Jahr 2005. Das Fahrzeug, das auch für militärische Zwecke gebaut wird, ist deutlich oberhalb des KamAZ-5350 angesiedelt und dafür gedacht, schwere Spezialaufbauten zu transportieren.
Mit Stand Mitte 2016 wird das Fahrzeug ab Werk mit einem Dieselmotor aus hauseigener Fertigung von KAMAZ ausgerüstet. Das Triebwerk mit knapp zwölf Litern Hubraum leistet 400 PS (294 kW) und erbringt ein maximales Drehmoment von etwa 1800 Nm. Das Achtgangschaltgetriebe wird von dem deutschen Unternehmen ZF Friedrichshafen zugeliefert. Durch ein Nachschaltgetriebe stehen effektiv 16 Gänge zur Verfügung.
Neben der Geländeuntersetzung hat der Lkw große Einzelbereifung an allen drei Achsen sowie Allradantrieb. Außerdem ist das Fahrzeug in der Lage, Steigungen bis 60 % zu befahren.
Neben militärischen Aufbauten werden auch zivile Aufbauten auf den Fahrzeugen montiert, etwa Holztransporter. Außerdem nutzt mit dem AZ 8-40 ein Feuerwehrfahrzeug das Fahrgestell des KamAZ-65224. Die Version als Zugmaschine, der KamAZ-65225, wird auch als Militärfahrzeug genutzt.

## Technische Daten
Die hier aufgeführten Daten gelten für Fahrgestelle vom Typ KamAZ-65224, wie sie der Hersteller Mitte 2016 anbietet. Über die Bauzeit hinweg und aufgrund verschiedener Modifikationen an den Fahrzeugen können einzelne Werte leicht schwanken.
- Motor: Viertakt-V8-Dieselmotor
- Motortyp: KamAZ-740.632-400
- Leistung: 400 PS (294 kW)
- maximales Drehmoment: 1766 Nm
- Hubraum: 11,76 l
- Bohrung: 120 mm
- Hub: 130 mm
- Verdichtung: 17,9:1
- Abgasnorm: EURO 4
- Getriebe: manuelles Achtgang-Schaltgetriebe mit Geländeuntersetzung
- Getriebetyp: ZF 16S1820 von ZF Friedrichshafen
- Tankinhalt: 550 l
- Höchstgeschwindigkeit: 90 km/h
- Antriebsformel: 6×6
- Bordspannung: 24 V
- Lichtmaschine: 28 V, 3000 W
- Batterie: 2 × 190 Ah, 12 V, in Reihe verschaltet

Abmessungen und Gewichte
- Länge: 9045 mm
- Breite: 2540 mm
- Höhe: 3545 mm
- Radstand: 4115 + 1440 mm
- Wendekreis: 24,4 m
- Leergewicht: 11.400 kg
- Zuladung: 19.025 kg
- zulässiges Gesamtgewicht: 30.500 kg
- maximale Achslast vorne: 7500 kg
- maximale Achslast hinten (Doppelachse): 23.000 kg
- Anhängelast: 30.000 kg
- zulässiges Gesamtgewicht des Zugs: 60.500 kg
- maximal befahrbare Steigung: 60 %